# Le Vieillard et les Trois Jeunes Hommes
Le Vieillard et les Trois Jeunes Hommes est la huitième fable du livre XI de Jean de La Fontaine situé dans le second recueil des Fables de La Fontaine, édité pour la première fois en 1678.
La source de ce texte est une fable d'Abstémius : « Du vieillard qui plantait un arbre » (Hecatonmythium, CLXXVII).

## Texte de la fable
Abstémius
Un octogénaire plantait.

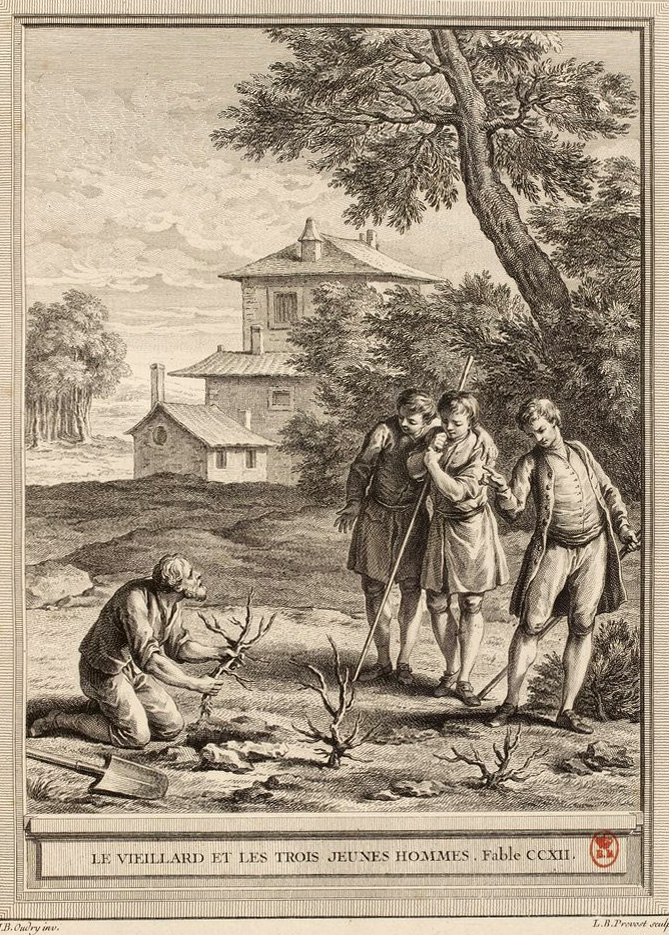
Gravure réalisée par Benoît-Louis Prévost d'après un dessin de Jean-Baptiste Oudry

Passe encor de bâtir ; mais planter à cet âge !

Disaient trois Jouvenceaux, enfants du voisinage ; 

              Assurément il radotait. 

Car au nom des Dieux, je vous prie, 

Quel fruit de ce labeur pouvez-vous recueillir ?

Autant qu'un patriarche il vous faudrait vieillir. 

              À quoi bon charger votre vie 

Des soins d'un avenir qui n'est pas fait pour vous ? 

Ne songez désormais qu'à vos erreurs passées : 

Quittez le long espoir et les vastes pensées ; 

              Tout cela ne convient qu'à nous. 

              Il ne convient pas à vous-mêmes, 

Repartit le Vieillard. Tout établissement

Vient tard et dure peu. La main des Parques blêmes

De vos jours et des miens se joue également. 

Nos termes sont pareils par leur courte durée. 

Qui de nous des clartés de la voûte azurée 

Doit jouir le dernier ? Est-il aucun moment 

Qui vous puisse assurer d'un second seulement ? 

Mes arrière-neveux me devront cet ombrage : 

              Hé bien défendez-vous au Sage 

De se donner des soins pour le plaisir d'autrui ? 

Cela même est un fruit que je goûte aujourd'hui : 

J'en puis jouir demain, et quelques jours encore ; 

              Je puis enfin compter l'aurore 

              Plus d'une fois sur vos tombeaux.

Le Vieillard eut raison : l'un des trois Jouvenceaux 

Se noya dès le port allant à l'Amérique ;

L'autre, afin de monter aux grandes dignités, 

Dans les emplois de Mars servant la République,

Par un coup imprévu vit ses jours emportés ;  

              Le troisième tomba d'un arbre 

              Que lui-même il voulut enter ; 

Et pleurés du Vieillard, il grava sur leur marbre

              Ce que je viens de raconter.
— Jean de La Fontaine, Fables de La Fontaine, Le Vieillard et les Trois Jeunes Hommes, texte établi par Jean-Pierre Collinet, Fables, contes et nouvelles, Gallimard, « Bibliothèque de la Pléiade », 1991, p. 441

## Images et iconographie

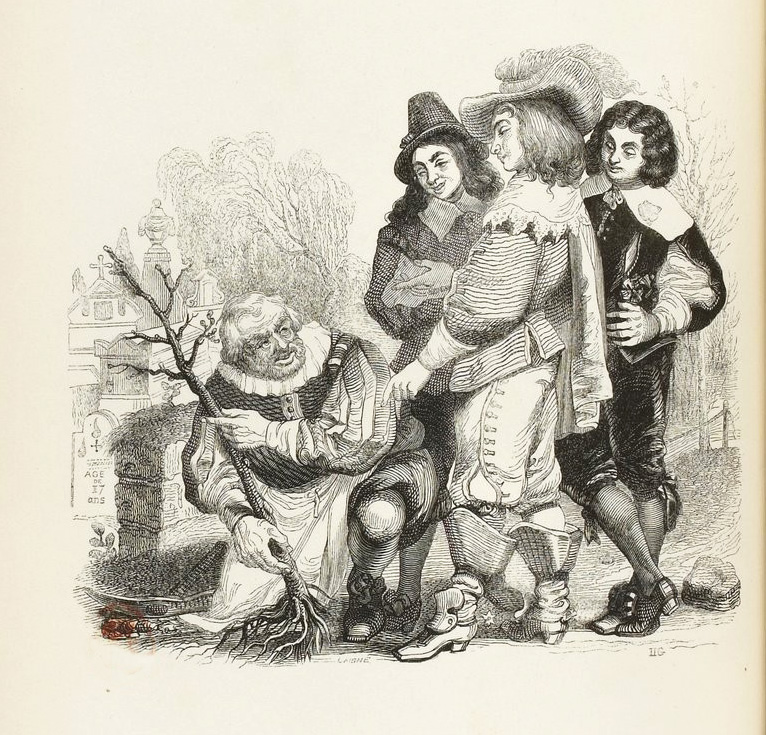
Illustration de Grandville (1838-1840).
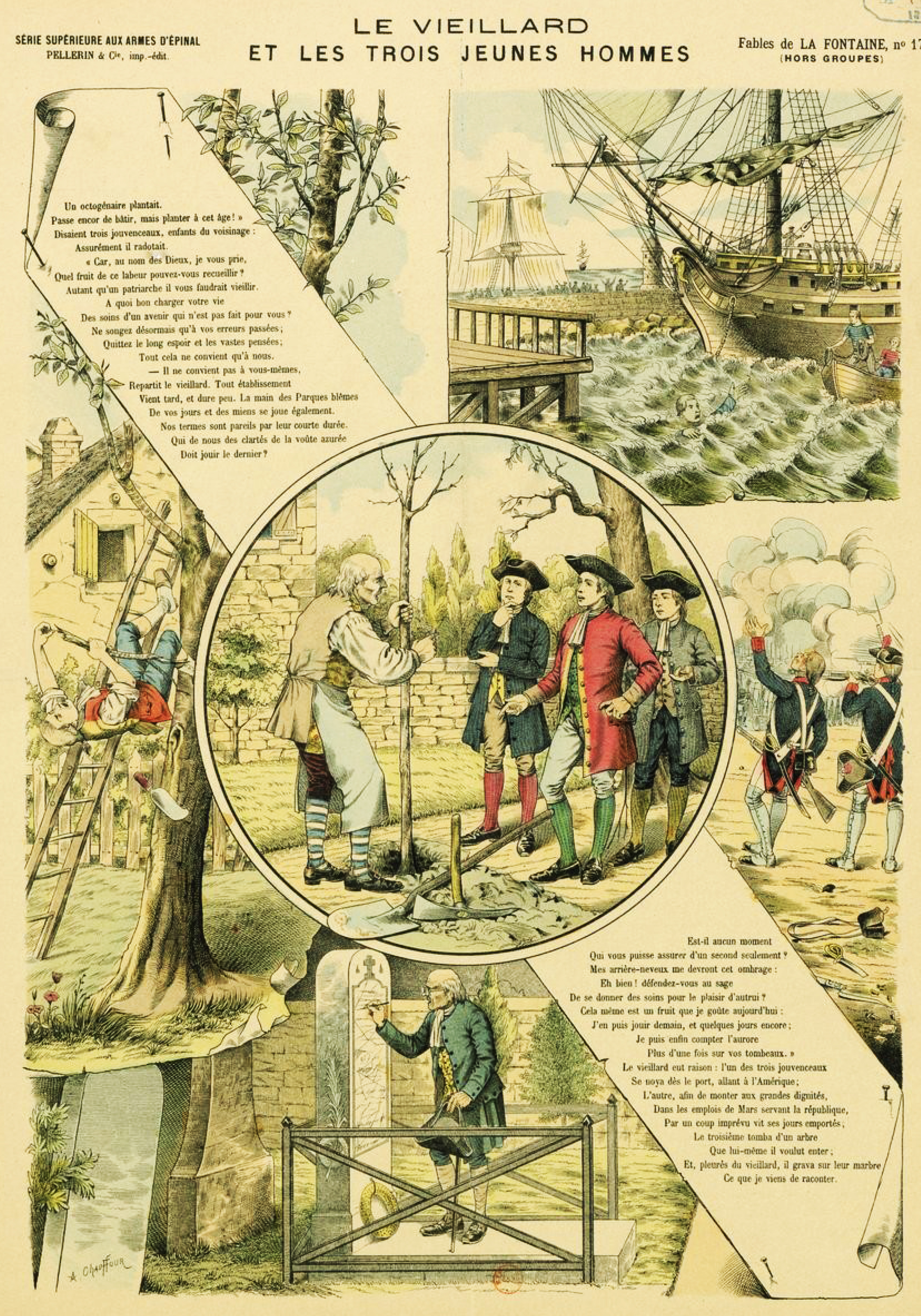
Image d’Épinal, estampe de E. Phosti (1895).
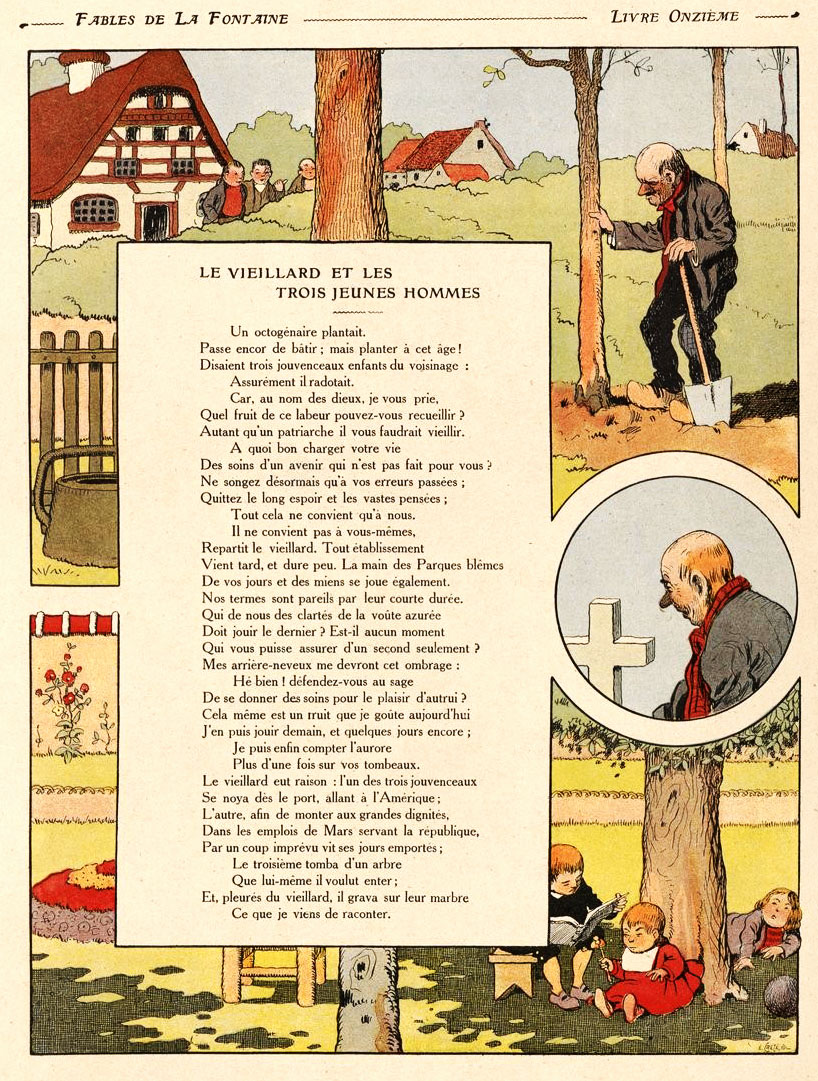
Illustration de Benjamin Rabier (1906).
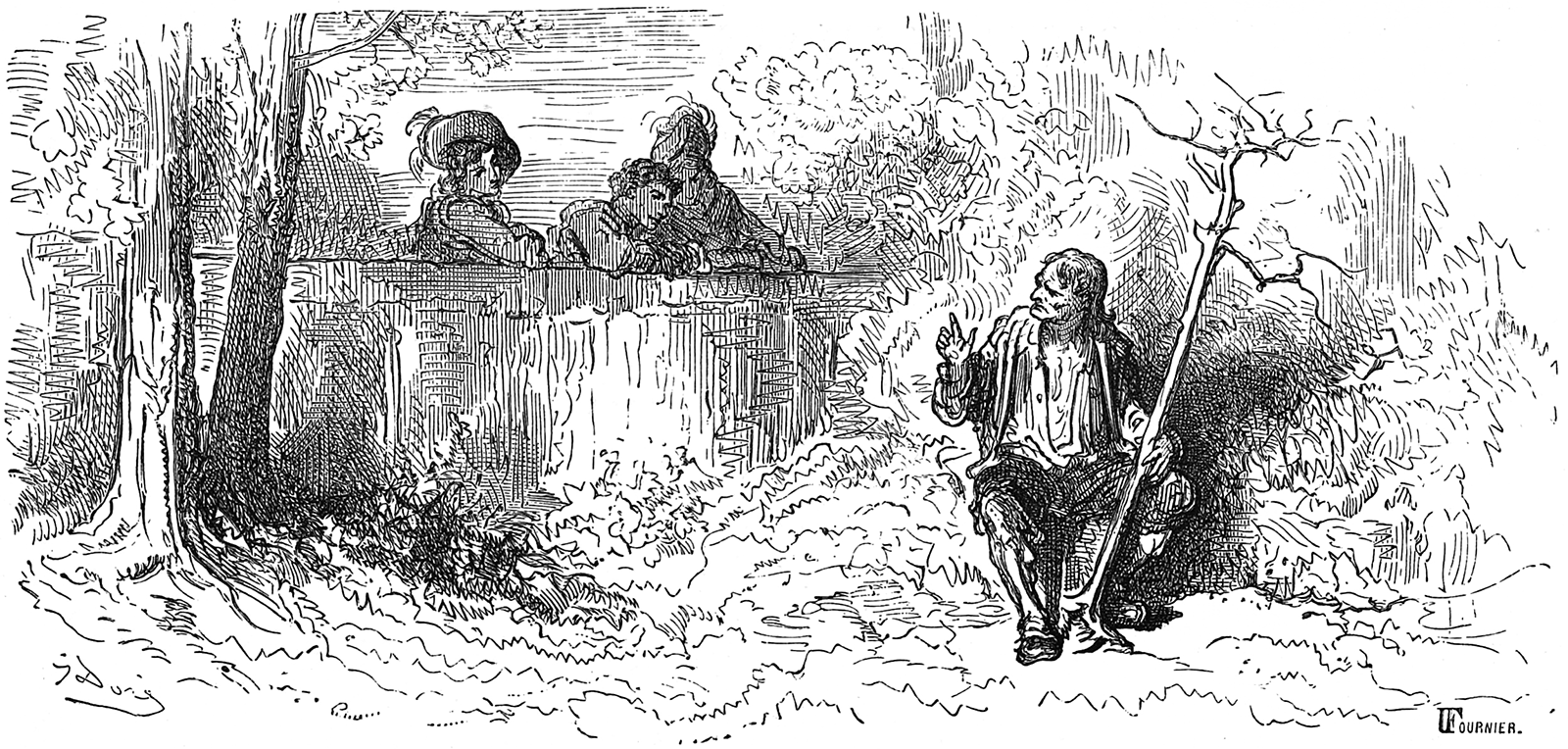
Gravure de Gustave Doré (1876).